# 王井泉
王井泉（1905年6月4日—1965年5月19日），臺北市大稻埕人，著名餐廳山水亭老闆，是臺灣日治時期文化運動的重要支持者。

## 生平
王井泉於1905年6月4日出生於臺北大稻埕。 1918年從太平公學校畢業後，王井泉考入臺北商工學校（今開南商工）。早年，王井泉參與新劇運動，曾加入新光社、星光演劇研究會等劇團，但與妻子魏姇戀愛結婚後，暫時放棄了演劇活動。:30
1931年，王井泉擔任維特酒家（前身為喫茶店）（日语：力フエ一・ヱルテル）經理，1934年服務期滿後，前往日本考察餐飲業，翌年便與廖水來、藍火樹在迪化街開設Monomi西式茶室，為了生計南北來回奔波。同時，他參與了吉宗一馬在臺灣成立的「克拉爾底曼特林交響樂團」，負責演奏曼陀林，並且與中山侑共同創立臺灣劇團協會，持續為藝術奉獻。:31
1938年3月3日，王井泉在臺北永樂町（今延平北路）開設臺菜餐館山水亭，其營收多用作贊助本土藝文活動。:31-321941年，王井泉與張文環、陳逸松、黃得時等人組成啟文社，發行《臺灣文學季刊》，又於1943年與有志之士共同成立厚生演劇研究會，在永樂座舉辦公演，參與《閹雞》等重要劇作的演出。:32:336
戰後臺灣百廢待興，王井泉投入文藝建設，曾經參與臺灣政治經濟研究會、《政經報》事務，並且發行《人民導報》。此外，他也參加臺灣省藝術建設協會，為章則起草委員。然而，二二八事件後，王井泉對於政治心灰意冷，再加上山水亭生意每況愈下，1953年遷至民生西路後規模縮小，最終山水亭於1955年歇業。之後，王井泉在辜偉甫的榮星花園擔任園丁，1965年5月19日因腦溢血逝世。:32-33

## 評價
王井泉熱心贊助文藝活動，有「文化甘草」之名，與張星建、吳天賞等號稱「鐵三角」。他將山水亭經營為文化人的聚會場所，呂赫若、林茂生、張文環，以及不滿日本至上的日本青年金關丈夫、池田敏雄等皆為常客，比起氣勢磅礡的江山樓、蓬萊閣等知名臺菜料理店，許多在臺日人更喜愛山水亭這間中型餐館。除此之外，王井泉亦資助《臺灣文學季刊》等文學雜誌出版，其餐館更是多個藝文組織之會址，對臺灣文化發展有重要貢獻。

## 延伸閱讀
- 臺灣文藝雜誌社，〈悼念王井泉特輯〉，《臺灣文藝》第2卷9期，1965年。
- 婁子匡，〈王井亭與山水亭〉，《臺北文獻》直字678期合刊，1969年12月。
- 王古勳，〈山水亭：大稻埕的梁山泊〉，《臺灣文化》，1986年12月。
- 莊永明，〈「山水亭」的「古井」王井泉〉，《臺灣近代名人誌》第3冊，臺北：自立晚報社，1987年。
- 莊永明，〈臺灣文化界的園丁〉，《臺灣紀事》，臺北：時報文化，1989年。